# Сен-Шамон
Сен-Шамон (фр. Saint-Chamond) — город и муниципалитет во Франции, департамент Луара, в регионе Рона-Альпы.
Население — 35 516 человек (2008).
Муниципалитет расположен на расстоянии около 410 км на юго-восток от Парижа, 45 км на юго-запад от Лиона, 11 км на северо-восток от Сент-Этьена.

## Города-побратимы
- Гревенброх, Германия
- Сан-Адриан-де-Бесос, Испания